# Zagreb Zapadni kolodvor
Zagreb Zapadni kolodvor (vertaald Zagreb weststation) is een treinstation in de Kroatische hoofdstad Zagreb. Het station is geopend in 1862 en is daarmee het oudste treinstation van de stad.
Het station werd geopend als Zagreb Južni kolodvor (Zagreb zuidstation). De eerste dertig jaar was het het enige treinstation van Zagreb en deed het er dienst als belangrijk station, totdat in 1892 werd het hoofdstation geopend. Vervolgens werd dat station het belangrijkste station van Zagreb. 
Het zuidstation veranderde later van naam naar Sava kolodvor en vervolgens naar de huidige naam Zapadni kolodvor. Het station is in 2007 gerenoveerd.